# آيت ولال بطيط الشمالية (بطيط)
آيت ولال بطيط الشمالية هي إحدى مشيخات المملكة المغربية، تتبع جغرافيا لإقليم الحاجب وإداريًا لبطيط. يقدر عدد سكانها بـ 7212 نسمة حسب الإحصاء الرسمي للسكان والسكنى لسنة 2004.